# Lacus Lenitatis

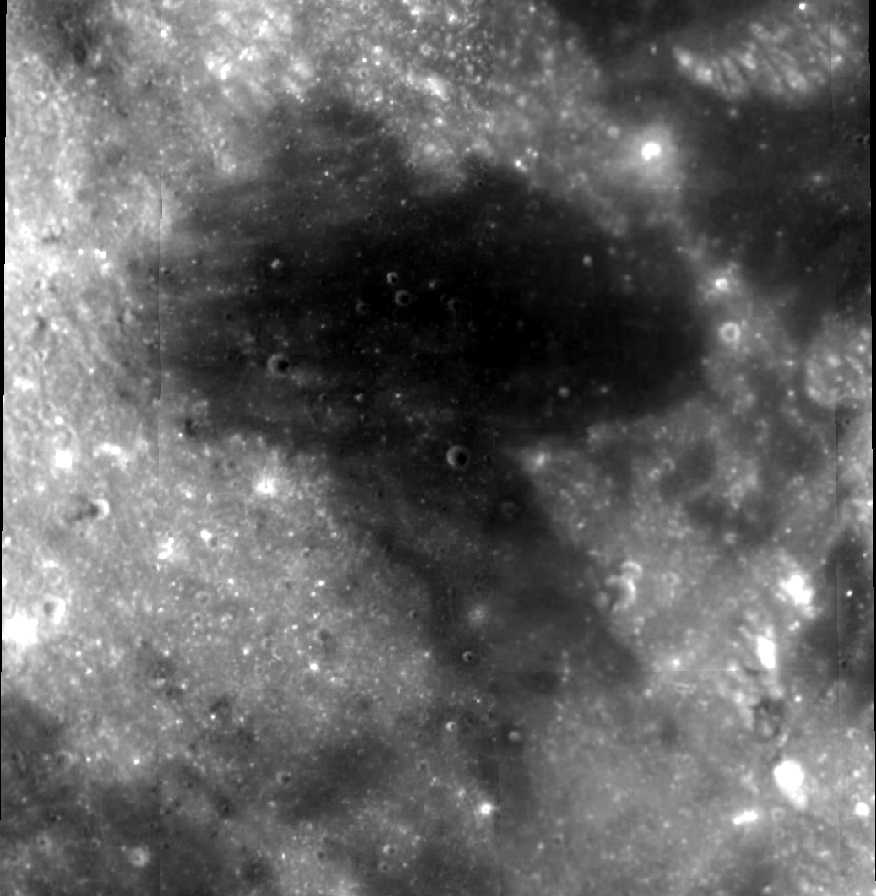
Lacus Lenitatis

Il Lacus Lenitatis ("Lago della dolcezza", in latino) è un piccolo mare lunare situato nella regione della Terra Nivium. Ha un'estensione di circa 80 km.